# آنوسیالا (آمبوهیدراتریمو)
آنوسیالا (به لاتین: Anosiala) یک منطقهٔ مسکونی در ماداگاسکار است که در آنالامانگا واقع شده‌است. آنوسیالا ۳۶٬۸۶۳ نفر جمعیت دارد و ۱٬۳۷۶ متر بالاتر از سطح دریا واقع شده‌است.